# Guy Durosier
Guy Durosier Petrus (Puerto Príncipe, 1 de marzo de 1932-Washington D. C.. 18 de agosto de 1999) fue un músico y cantante haitiano de música popular. Era conocido como el “Embajador de la música haitiana”. Édith Piaf le llamó «el aliento vivo de Haití».

## Biografía
En 1947, a los 14 años de edad comenzó su vida de músico profesional como saxofonista de "Les Gais Trouvers", grupo liderado por Alphonse Simon. 
Luego de una corta estancia con “Nono Lamy band”, se unió a la banda del maestro Issa el Saieh. donde ejerció como compositor, arreglista y cantante. Estando con la orquesta de Issa conoció a Bud Johnson, saxofonista americano que le introdujo a los fundamentos del jazz. 
En 1952 se unió a la orquesta del Hotel Riviera que a la sazón era dirigida por Michel Desgrottes. Ese mismo año en La Habana, Bienvenido Granda acompañado por lLa Sonora Matancera, grabó su canción "Morena" tema que se convirtió en uno de los más populares de la agrupación. Ya para esa época, Durosier se había ganado un nombre como intérprete y arreglista trabajando para la orquesta Citadelle y para el célebre night club haitiano "Cabane Choucoune". 
En 1959 salió de Haití en un periplo que lo llevaría a París, Londres, Brasil y Canadá entre otros países. En 1967 se presentó en el Carnegie Hall. 
En 1970, fue invitado por Roger Lafontant, jefe de los Tonton Macoute, a cantar en honor del dictador haitiano François Duvalier en el Palacio Nacional. Esta controvertida presentación fue retransmitida en vivo por todas las radiodifusoras de Haití. 
A la muerte del dictador en 1971, interpretó en su funeral adaptaciones de la novena sinfonía de Beethoven. Aunque él argumentó que fue obligado a hacerlo, lo cierto es que formó parte del círculo íntimo de Duvalier y eso tuvo un precio en su popularidad.
Fue un músico multinstrumentista que ejecutaba piano, flauta, órgano y saxofón así como un cantante y arreglista innovador que combinó las sonoridades jazzísticas con influencias del mambo cubano y la tradición musical haitiana.
Durosier murió a causa de un cáncer pulmonar avanzado, el 18 de agosto de 1999.